# Пеке, Антуан
Антуан Пеке (фр. Antoine Pecquet; 1704, Париж — 27 августа 1762, там же) — французский писатель
-публицист.

## Биография
О его жизни сохранилось мало сведений. Известно, что он работал в Министерстве иностранных дел, затем был инспектором вод и лесов Руана и интендантом военной школы. В свободное от службы время занимался написанием научно-популярных книг по истории, праву, ораторскому искусству.
Главные произведения: «Discours sur l’art de négocier» (Париж, 1737), «Pensées diverses sur l’homme» (1738), «Discours sur l’emploi du loisir» (1739), «Mémoires secrets pour servir à l’histoire de la Perse» (Амстердам, 1745; здесь впервые собраны материалы о таинственной «железной маске»); «l' Esprit des maximes politiques» (Париж, 1757), «Lois forestières de la France» (Париж, 1758).